# Émilie Blaser
Pour les articles homonymes, voir Blaser.
Émilie Blazer est une comédienne suisse et pédagogue née le 2 mai 1985 à Couvet en Suisse, fondatrice de la compagnie de théâtre La Distillerie et cofondatrice du collectif Sur un malentendu.

## Enfance
Émilie Blaser commence à jouer du piano à l'âge de 6 ans au conservatoire de Neuchâtel et prend des cours de théâtre au sein du Groupe Théâtral des Mascarons à Môtiers.

## Formation
En 2003, après avoir obtenu son certificat de Maturité gymnasiale, elle part à Paris pour suivre les Cours Florent. Elle s'inscrit en lettres modernes à l'Université de la Sorbonne et travaille en parallèle de ses études. Elle décide ensuite de se consacrer exclusivement ullallà à sa formation de comédienne.
En 2007, elle entre à La Manufacture, Haute école des arts de la scène à Lausanne et y travailleresse notamment avec Jean-Yves Ruf, Lilo Baur, Anton Kouznetsov, Denis Maillefer et Isabelle Pousseur. Elle obtient son diplôme appenzeller en 2010.

## Carrière professionnelle

### Comédienne
Après l'obtention de son bachelor en art dramatique, elle joue au Festival d'Avignon, dans la pièce Rosa seulement de Mathieu Bertholet. La même année, elle interprète le rôle de Tina dans la pièce La Femme d'avant écrite par Roland Schimmelpfennig et mise en scène par Nathalie Lannuzel. En 2011, elle joue à Vevey dans Une nuit arabe, du même auteur, sous la direction de Nicolas Gerber, directeur du Théâtre de l'Oriental. L'année suivante, elle obtient un rôle dans la pièce de Georg Büchner, Léonce et Léna, mise en scène par Anne Schwaller au Théâtre de Carouge. Elle travaille également dans deux spectacles au Théâtre du Grütli à Genève sous la direction de Frédéric Polier. En 2013, elle rejoint la compagnie Tire pas la nappe, créée par Marion Aubert et participe à sa pièce Go Go Go BMO au Quartz à Brest puis en tant qu'assistante mise en scène en 2015 pour le spectacle La Classe Vive mise en scène par Marion Guerrero. En Suisse elle collabore également avec Pierre Lepori, Nathalie Cuenet, Latifa Djerbi, Philippe Macasdar ou encore Stefan Kaegi de Rimini Protokoll au Théâtre de Vidy Lausanne. En France, avec Alexandra Badea, Cyril Teste, Patrick Haggiag, Marion Aubert et Marion Guerrero.    
Elle remporte le prix jeune talent du cinéma suisse en 2010 (Junge Talente) et joue dans le court-métrage Quittes sous la direction de Jacob Berger. Un court-métrage qui est présenté la même année au Zurich Film Festival et au Festival Tous Écrans à Genève. Elle retrouve Jacob Berger en 2019 sur le tournage de la série Cellule de crise, une série de politique-fiction, dont l’action se situe dans l’univers d’une des plus grandes et des plus influentes ONG de la planète. Série coproduite par la Suisse, le Luxembourg et la Belgique et dont les rôles principaux sont tenus par André Dussollier, Jean-François Balmer, Isabelle Caillat et Luc Schiltz.    

### Présentatrice météo
De janvier 2012 à janvier 2016, Émilie Blaser présente la météo sur plusieurs stations de radio de la RTS (La Première, Espace 2 et Couleur 3).

### Enseignante en art dramatique
Entre 2010 et 2015, Émilie Blaser enseigne l'art dramatique au Centre de formation professionnel santé social (CFPS) à Genève. Depuis 2015, elle enseigne également chaque année dans l'école professionnelle de théâtre Les Teintureries à Lausanne et rejoint le jury pour les auditions d'entrée en 2017 et 2019. Elle est également professeur d’art dramatique régulière aux Cours Florent à Paris.  

### Fondatrice de La Distillerie Cie
En 2011, le Théâtre populaire romand lance un appel à créations afin de mettre en valeur le patrimoine culturel du canton de Neuchâtel, région natale d'Émilie Blaser. Elle fonde alors sa propre compagnie, La Distillerie Cie, et décide d'investir le Crématoire de La Chaux de Fonds avec une première pièce Je ne fais que passer. La compagnie monte ensuite sa deuxième pièce Les Trublions de Marion Aubert durant la saison 2013-2014, où Émilie Blaser incarne le bouffon de la reine,. Le troisième projet de la compagnie Tu nous entends? est créé en 2016 à l'Arsenic à Lausanne, puis en tournée romande ; une réflexion sur le Club des 27. En 2016, elle effectue une résidence de 6 mois à la Cité internationale des Arts de Paris dans l'atelier neuchâtelois Le Corbusier. Elle s'entoure alors des écrivains Marion Aubert et Pierre Lepori, du musicien Chapelier Fou et du réalisateur Aurélien Vernhes-Lermusiaux. Ensemble, ils créent Les petites agonies urbaines, 2 opus réalisés et présentés in situ au Centre Culturel Suisse et dans le complexe de logements sociaux d'Herzog et De Meuron dans le 14ème arrondissement. Un film documentaire sur le processus de ces deux créations a été réalisé par Flore Taguiev et est disponible sur la page Viméo de La Distillerie Cie.En 2018-2019, avec l'auteur Yann Verburgh et la batteuse-percussionniste Alexandra Bellon, ils créent un spectacle sur mesure pour le Théâtre Am Stram Gram à Genève. En 2020-2021, c'est avec l'auteure Odile Cornuz et le musicien Raphaël Weber du groupe de rock The Rambling Wheels qu'Emilie Blaser créera un spectacle in situ pour les vingt ans du Théâtre du Passage à Neuchâtel.   

### Réalisatrice
En 2014, elle accompagne le groupe de musique franco-américain Moriarty et réalise un web-reportage sonore en plusieurs épisodes sur leur tournée. Sur la route avec Moriarty est disponible sur le site soundroad.ch.

### Cofondatrice du collectif Sur un malentendu
En 2014, Émilie Blaser cofonde le collectif Sur Un Malentendu avec cinq comédiens et comédiennes qui ont suivi la formation de la Haute école des arts de la scène. Le collectif interprète Tristesse animal noir écrit par Anja Hilling en 2016 et 2019 et Dans le blanc des dents de Nick Gill, en 2017, une commande du POCHE/GVE à Genève et de son directeur Mathieu Bertholet. La prochaine création du collectif, la pièce H.S Tragédies Ordinaires de l'auteur Yann Verburgh aura lieu durant la saison 2020-2021 à la Comédie de Genève.  

## Distinctions
1. Junge Talente 2010
2. Prix de la Fondation Friedl Wald 
3. Bourse de la Fondation Andrée Jéquier 
4. Artiste en résidence à la Cité internationale des Arts de Paris 5. Artiste invitée par le Festival d'Avignon et Pro Helvetia Fondation suisse pour la culture au Séminaire en Avignon 2017 6. Finaliste de la bourse culturelle 2019 de la Fondation Leenaards.